# اسفشاد
اِسفِشاد یا اسب شهر روستایی در دهستان قائن بخش مرکزی شهرستان قائنات استان خراسان جنوبی ایران است.

## جمعیت
بر پایه سرشماری عمومی نفوس و مسکن در سال ۱۳۹۵ جمعیت این روستا ۲٬۹۰۰ نفر (در ۸۴۸ خانوار) بوده است.